# Pobřežní stráž

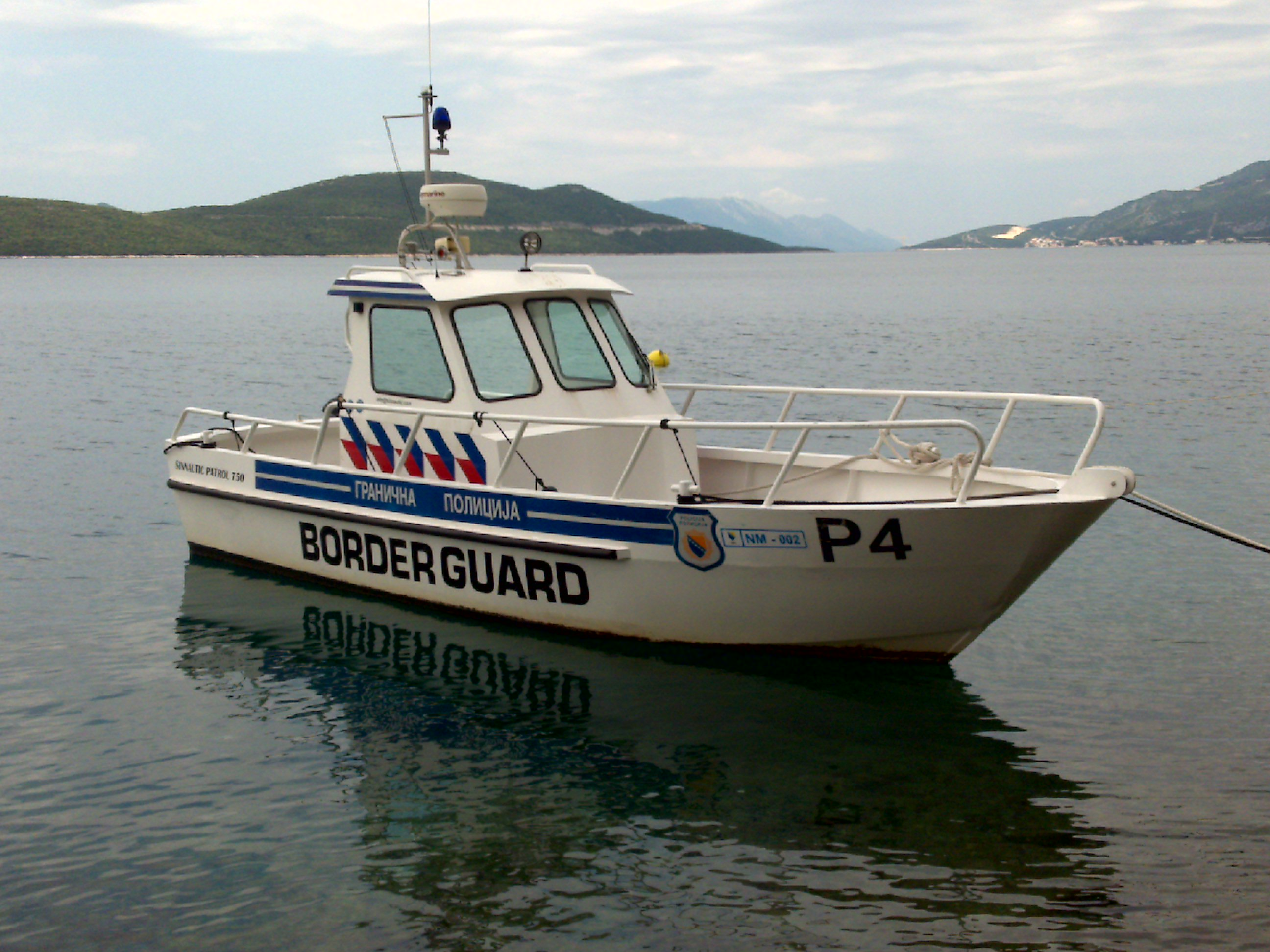
Člun Pobřežní stráže Bosny a Hercegoviny

Pobřežní stráž je většinou složka státní moci, jejímž účelem je zajišťování bezpečnosti na moři, a to zejména na takovém, které patří do výlučné ekonomické zóny konkrétního státu. V některých státech je pobřežní stráž součástí armády a jde tedy o jednu z jejích ozbrojených složek; taková pobřežní stráž může plnit roli válečného loďstva či s ním úzce spolupracovat. V některých jiných státech je naopak jako pobřežní stráž označována civilní složka, jejíž hlavním účelem jsou pátrací a záchranné akce na moři.
Jednou z nejznámějších pobřežních stráží je Pobřežní stráž Spojených států amerických. Své jednotky pobřežní stráže má celá řada států s přístupem k moři, na rozdíl od vnitrozemských států.